# 16e étape du Tour d'Espagne 2019
Pour un article plus général, voir Tour d'Espagne 2019.
La 16e étape du Tour d'Espagne 2019 se déroule le lundi 9 septembre 2019, sous la forme d'une étape de montagne, entre Pravia et Puerto de La Cubilla, sur une distance de 155 km.

## Résultats

### Classement de l'étape
| \| Classement de l'étape \| Classement de l'étape \| Classement de l'étape \| Classement de l'étape \| Classement de l'étape \| \| Coureur \| Coureur \| Pays \| Équipe \| Temps \| \| --------------------- \| ----------------------- \| --------------------- \| ----------------------------- \| --------------------- \| \| 1er \| Jakob Fuglsang \| Danemark \| Astana \| 4 h 01 min 22 s \| \| 2e \| Tao Geoghegan Hart \| Royaume-Uni \| Team Ineos \| + 22 s \| \| 3e \| Luis León Sánchez \| Espagne \| Astana \| + 40 s \| \| 4e \| James Knox \| Royaume-Uni \| Deceuninck-Quick Step \| + 42 s \| \| 5e \| Gianluca Brambilla \| Italie \| Trek-Segafredo \| + 1 min 12 s \| \| 6e \| Thomas De Gendt \| Belgique \| Lotto-Soudal \| + 2 min 09 s \| \| 7e \| Mikel Bizkarra \| Espagne \| Euskadi Basque Country-Murias \| + 2 min 15 s \| \| 8e \| Amanuel Ghebreigzabhier \| Érythrée \| Dimension Data \| + 2 min 21 s \| \| 9e \| Philippe Gilbert \| Belgique \| Deceuninck-Quick Step \| + 2 min 32 s \| \| 10e \| Geoffrey Bouchard \| France \| AG2R La Mondiale \| + 2 min 32 s \| |                         |             |                               |                 |
| |                         |             |                               |                 |
| Source : ProCyclingStats |                         |             |                               |                 |
| Classement de l'étape |                         |             |                               |                 |
| Coureur | Coureur                 | Pays        | Équipe                        | Temps           |
| 1er | Jakob Fuglsang          | Danemark    | Astana                        | 4 h 01 min 22 s |
| 2e | Tao Geoghegan Hart      | Royaume-Uni | Team Ineos                    | + 22 s          |
| 3e | Luis León Sánchez       | Espagne     | Astana                        | + 40 s          |
| 4e | James Knox              | Royaume-Uni | Deceuninck-Quick Step         | + 42 s          |
| 5e | Gianluca Brambilla      | Italie      | Trek-Segafredo                | + 1 min 12 s    |
| 6e | Thomas De Gendt         | Belgique    | Lotto-Soudal                  | + 2 min 09 s    |
| 7e | Mikel Bizkarra          | Espagne     | Euskadi Basque Country-Murias | + 2 min 15 s    |
| 8e | Amanuel Ghebreigzabhier | Érythrée    | Dimension Data                | + 2 min 21 s    |
| 9e | Philippe Gilbert        | Belgique    | Deceuninck-Quick Step         | + 2 min 32 s    |
| 10e | Geoffrey Bouchard       | France      | AG2R La Mondiale              | + 2 min 32 s    |

## Classements à l'issue de l'étape

### Classement général
| \| Classement général \| Classement général \| Classement général \| Classement général \| Classement général \| \| Coureur \| Coureur \| Pays \| Équipe \| Temps \| \| ------------------ \| ------------------- \| ------------------ \| -------------------------- \| ------------------ \| \| 1er \| Primož Roglič \| Slovénie \| Team Jumbo-Visma \| 62 h 17 min 52 s \| \| 2e \| Alejandro Valverde \| Espagne \| Movistar Team \| + 2 min 48 s \| \| 3e \| Tadej Pogačar \| Slovénie \| UAE Team Emirates \| + 3 min 42 s \| \| 4e \| Miguel Ángel López \| Colombie \| Astana \| + 3 min 59 s \| \| 5e \| Rafał Majka \| Pologne \| Bora-Hansgrohe \| + 7 min 40 s \| \| 6e \| Nairo Quintana \| Colombie \| Movistar Team \| + 7 min 43 s \| \| 7e \| Nicolas Edet \| France \| Cofidis, Solutions Crédits \| + 10 min 27 s \| \| 8e \| Wilco Kelderman \| Pays-Bas \| Team Sunweb \| + 10 min 34 s \| \| 9e \| Carl Fredrik Hagen \| Norvège \| Lotto-Soudal \| + 10 min 40 s \| \| 10e \| Hermann Pernsteiner \| Autriche \| Bahrain-Merida \| + 12 min 05 s \| |                     |          |                            |                  |
| |                     |          |                            |                  |
| Source : ProCyclingStats |                     |          |                            |                  |
| Classement général |                     |          |                            |                  |
| Coureur | Coureur             | Pays     | Équipe                     | Temps            |
| 1er | Primož Roglič       | Slovénie | Team Jumbo-Visma           | 62 h 17 min 52 s |
| 2e | Alejandro Valverde  | Espagne  | Movistar Team              | + 2 min 48 s     |
| 3e | Tadej Pogačar       | Slovénie | UAE Team Emirates          | + 3 min 42 s     |
| 4e | Miguel Ángel López  | Colombie | Astana                     | + 3 min 59 s     |
| 5e | Rafał Majka         | Pologne  | Bora-Hansgrohe             | + 7 min 40 s     |
| 6e | Nairo Quintana      | Colombie | Movistar Team              | + 7 min 43 s     |
| 7e | Nicolas Edet        | France   | Cofidis, Solutions Crédits | + 10 min 27 s    |
| 8e | Wilco Kelderman     | Pays-Bas | Team Sunweb                | + 10 min 34 s    |
| 9e | Carl Fredrik Hagen  | Norvège  | Lotto-Soudal               | + 10 min 40 s    |
| 10e | Hermann Pernsteiner | Autriche | Bahrain-Merida             | + 12 min 05 s    |

| Classement par points | Classement par points | Classement par points | Classement par points  | Classement par points |
| Coureur               | Coureur               | Pays                  | Équipe                 | Points                |
| --------------------- | --------------------- | --------------------- | ---------------------- | --------------------- |
| 1er                   | Primož Roglič         | Slovénie              | Team Jumbo-Visma       | 117 pts               |
| 2e                    | Tadej Pogačar         | Slovénie              | UAE Team Emirates      | 92 pts                |
| 3e                    | Alejandro Valverde    | Espagne               | Movistar Team          | 82 pts                |
| 4e                    | Nairo Quintana        | Colombie              | Movistar Team          | 82 pts                |
| 5e                    | Sam Bennett           | Irlande               | Bora-Hansgrohe         | 70 pts                |
| 6e                    | Miguel Ángel López    | Colombie              | Astana                 | 57 pts                |
| 7e                    | Alex Aranburu         | Espagne               | Caja Rural-Seguros RGA | 52 pts                |
| 8e                    | Marc Soler            | Espagne               | Movistar Team          | 45 pts                |
| 9e                    | Tosh Van der Sande    | Belgique              | Lotto-Soudal           | 44 pts                |
| 10e                   | Ruben Guerreiro       | Portugal              | Katusha-Alpecin        | 43 pts                |

| Classement par points | Classement par points | Classement par points | Classement par points  | Classement par points |
| Coureur               | Coureur               | Pays                  | Équipe                 | Points                |
| --------------------- | --------------------- | --------------------- | ---------------------- | --------------------- |
| 1er                   | Primož Roglič         | Slovénie              | Team Jumbo-Visma       | 117 pts               |
| 2e                    | Tadej Pogačar         | Slovénie              | UAE Team Emirates      | 92 pts                |
| 3e                    | Alejandro Valverde    | Espagne               | Movistar Team          | 82 pts                |
| 4e                    | Nairo Quintana        | Colombie              | Movistar Team          | 82 pts                |
| 5e                    | Sam Bennett           | Irlande               | Bora-Hansgrohe         | 70 pts                |
| 6e                    | Miguel Ángel López    | Colombie              | Astana                 | 57 pts                |
| 7e                    | Alex Aranburu         | Espagne               | Caja Rural-Seguros RGA | 52 pts                |
| 8e                    | Marc Soler            | Espagne               | Movistar Team          | 45 pts                |
| 9e                    | Tosh Van der Sande    | Belgique              | Lotto-Soudal           | 44 pts                |
| 10e                   | Ruben Guerreiro       | Portugal              | Katusha-Alpecin        | 43 pts                |

| Classement de la montagne | Classement de la montagne | Classement de la montagne | Classement de la montagne     | Classement de la montagne |
| Coureur                   | Coureur                   | Pays                      | Équipe                        | Points                    |
| ------------------------- | ------------------------- | ------------------------- | ----------------------------- | ------------------------- |
| 1er                       | Geoffrey Bouchard         | France                    | AG2R La Mondiale              | 50 pts                    |
| 2e                        | Ángel Madrazo             | Espagne                   | Burgos-BH                     | 44 pts                    |
| 3e                        | Tao Geoghegan Hart        | Royaume-Uni               | Team Ineos                    | 29 pts                    |
| 4e                        | Tadej Pogačar             | Slovénie                  | UAE Team Emirates             | 25 pts                    |
| 5e                        | Jakob Fuglsang            | Danemark                  | Astana                        | 24 pts                    |
| 6e                        | Alejandro Valverde        | Espagne                   | Movistar Team                 | 22 pts                    |
| 7e                        | Mikel Bizkarra            | Espagne                   | Euskadi Basque Country-Murias | 22 pts                    |
| 8e                        | Sergio Henao              | Colombie                  | UAE Team Emirates             | 21 pts                    |
| 9e                        | Sergio Samitier           | Espagne                   | Euskadi Basque Country-Murias | 20 pts                    |
| 10e                       | Primož Roglič             | Slovénie                  | Team Jumbo-Visma              | 20 pts                    |

| Classement de la montagne | Classement de la montagne | Classement de la montagne | Classement de la montagne     | Classement de la montagne |
| Coureur                   | Coureur                   | Pays                      | Équipe                        | Points                    |
| ------------------------- | ------------------------- | ------------------------- | ----------------------------- | ------------------------- |
| 1er                       | Geoffrey Bouchard         | France                    | AG2R La Mondiale              | 50 pts                    |
| 2e                        | Ángel Madrazo             | Espagne                   | Burgos-BH                     | 44 pts                    |
| 3e                        | Tao Geoghegan Hart        | Royaume-Uni               | Team Ineos                    | 29 pts                    |
| 4e                        | Tadej Pogačar             | Slovénie                  | UAE Team Emirates             | 25 pts                    |
| 5e                        | Jakob Fuglsang            | Danemark                  | Astana                        | 24 pts                    |
| 6e                        | Alejandro Valverde        | Espagne                   | Movistar Team                 | 22 pts                    |
| 7e                        | Mikel Bizkarra            | Espagne                   | Euskadi Basque Country-Murias | 22 pts                    |
| 8e                        | Sergio Henao              | Colombie                  | UAE Team Emirates             | 21 pts                    |
| 9e                        | Sergio Samitier           | Espagne                   | Euskadi Basque Country-Murias | 20 pts                    |
| 10e                       | Primož Roglič             | Slovénie                  | Team Jumbo-Visma              | 20 pts                    |

| Classement du meilleur jeune | Classement du meilleur jeune | Classement du meilleur jeune | Classement du meilleur jeune  | Classement du meilleur jeune |
| Coureur                      | Coureur                      | Pays                         | Équipe                        | Temps                        |
| ---------------------------- | ---------------------------- | ---------------------------- | ----------------------------- | ---------------------------- |
| 1er                          | Tadej Pogačar                | Slovénie                     | UAE Team Emirates             | 62 h 21 min 34 s             |
| 2e                           | Miguel Ángel López           | Colombie                     | Astana                        | + 17 s                       |
| 3e                           | James Knox                   | Royaume-Uni                  | Deceuninck-Quick Step         | + 9 min 44 s                 |
| 4e                           | Sergio Higuita               | Colombie                     | EF Education First            | + 10 min 42 s                |
| 5e                           | Ruben Guerreiro              | Portugal                     | Katusha-Alpecin               | + 13 min 44 s                |
| 6e                           | Kilian Frankiny              | Suisse                       | Groupama-FDJ                  | + 20 min 55 s                |
| 7e                           | Amanuel Ghebreigzabhier      | Érythrée                     | Dimension Data                | + 34 min 21 s                |
| 8e                           | Sepp Kuss                    | États-Unis                   | Team Jumbo-Visma              | + 36 min 24 s                |
| 9e                           | Ben O'Connor                 | Australie                    | Dimension Data                | + 38 min 33 s                |
| 10e                          | Óscar Rodríguez Garaicoechea | Espagne                      | Euskadi Basque Country-Murias | + 38 min 43 s                |

| Classement du meilleur jeune | Classement du meilleur jeune | Classement du meilleur jeune | Classement du meilleur jeune  | Classement du meilleur jeune |
| Coureur                      | Coureur                      | Pays                         | Équipe                        | Temps                        |
| ---------------------------- | ---------------------------- | ---------------------------- | ----------------------------- | ---------------------------- |
| 1er                          | Tadej Pogačar                | Slovénie                     | UAE Team Emirates             | 62 h 21 min 34 s             |
| 2e                           | Miguel Ángel López           | Colombie                     | Astana                        | + 17 s                       |
| 3e                           | James Knox                   | Royaume-Uni                  | Deceuninck-Quick Step         | + 9 min 44 s                 |
| 4e                           | Sergio Higuita               | Colombie                     | EF Education First            | + 10 min 42 s                |
| 5e                           | Ruben Guerreiro              | Portugal                     | Katusha-Alpecin               | + 13 min 44 s                |
| 6e                           | Kilian Frankiny              | Suisse                       | Groupama-FDJ                  | + 20 min 55 s                |
| 7e                           | Amanuel Ghebreigzabhier      | Érythrée                     | Dimension Data                | + 34 min 21 s                |
| 8e                           | Sepp Kuss                    | États-Unis                   | Team Jumbo-Visma              | + 36 min 24 s                |
| 9e                           | Ben O'Connor                 | Australie                    | Dimension Data                | + 38 min 33 s                |
| 10e                          | Óscar Rodríguez Garaicoechea | Espagne                      | Euskadi Basque Country-Murias | + 38 min 43 s                |

| Classement par équipes | Classement par équipes        | Classement par équipes | Classement par équipes |
| Équipe                 | Équipe                        | Pays                   | Temps                  |
| ---------------------- | ----------------------------- | ---------------------- | ---------------------- |
| 1re                    | Movistar Team                 | Espagne                | 186 h 06 min 03 s      |
| 2e                     | Astana                        | Kazakhstan             | + 16 min 11 s          |
| 3e                     | Team Jumbo-Visma              | Pays-Bas               | + 47 min 30 s          |
| 4e                     | Mitchelton-Scott              | Australie              | + 1 h 47 min 33 s      |
| 5e                     | AG2R La Mondiale              | France                 | + 1 h 48 min 09 s      |
| 6e                     | Euskadi Basque Country-Murias | Espagne                | + 2 h 07 min 31 s      |
| 7e                     | Trek-Segafredo                | États-Unis             | + 2 h 13 min 31 s      |
| 8e                     | Bahrain-Merida                | Bahreïn                | + 2 h 15 min 56 s      |
| 9e                     | Dimension Data                | Afrique du Sud         | + 2 h 16 min 24 s      |
| 10e                    | Cofidis, Solutions Crédits    | France                 | + 2 h 35 min 19 s      |

| Classement par équipes | Classement par équipes        | Classement par équipes | Classement par équipes |
| Équipe                 | Équipe                        | Pays                   | Temps                  |
| ---------------------- | ----------------------------- | ---------------------- | ---------------------- |
| 1re                    | Movistar Team                 | Espagne                | 186 h 06 min 03 s      |
| 2e                     | Astana                        | Kazakhstan             | + 16 min 11 s          |
| 3e                     | Team Jumbo-Visma              | Pays-Bas               | + 47 min 30 s          |
| 4e                     | Mitchelton-Scott              | Australie              | + 1 h 47 min 33 s      |
| 5e                     | AG2R La Mondiale              | France                 | + 1 h 48 min 09 s      |
| 6e                     | Euskadi Basque Country-Murias | Espagne                | + 2 h 07 min 31 s      |
| 7e                     | Trek-Segafredo                | États-Unis             | + 2 h 13 min 31 s      |
| 8e                     | Bahrain-Merida                | Bahreïn                | + 2 h 15 min 56 s      |
| 9e                     | Dimension Data                | Afrique du Sud         | + 2 h 16 min 24 s      |
| 10e                    | Cofidis, Solutions Crédits    | France                 | + 2 h 35 min 19 s      |